# Douglas Wilder
Douglas Wilder (født 17. januar 1931) er en amerikansk jurist og tidligere politiker, der fra 1990 til 1994 var guvernør i Virginia. Wilder var den første folkevalgte afro-amerikanske guvernør i USA efter Rekonstruktionstiden. 
Efter sin uddannelse i kemi deltog han som sergent i Koreakrigen, hvor han blev dekoreret med fortjenstmedaljen Bronze Star. Efter militærtjenesten studerede han jura på Howard University.
Hans politiske karriere startede i 1969, da han blev den første farvede amerikaner valgt til senator i Vest Virginia. I 1985 blev han valgt til Lieutenant Governor af Virginia. Han efterfulgte guvernør Baliles den 8. november 1989, da han vandt over sin republikanske modkandidat, Marshall Coleman (med mindre end 0,5%). Han sad som guvernør til 1994, hvor han blev afløst af republikaneren George Allen.
I november 2004 blev han valgt til borgmester i Richmond, hvor han fungerede som borgmester fra 2005 til 2009. 

## Eksterne henvisning
- Om Douglas Wilder Arkiveret 31. december 2006 hos  Wayback Machine

1. ↑  Navnet er anført på svensk og stammer fra Wikidata hvor navnet endnu ikke findes på dansk.